# Горихвістка алжирська
Горихвістка алжирська (Phoenicurus moussieri) — вид горобцеподібних птахів родини мухоловкових (Muscicapidae). Мешкає в регіоні Магрибу на північному сході Африки.

## Опис

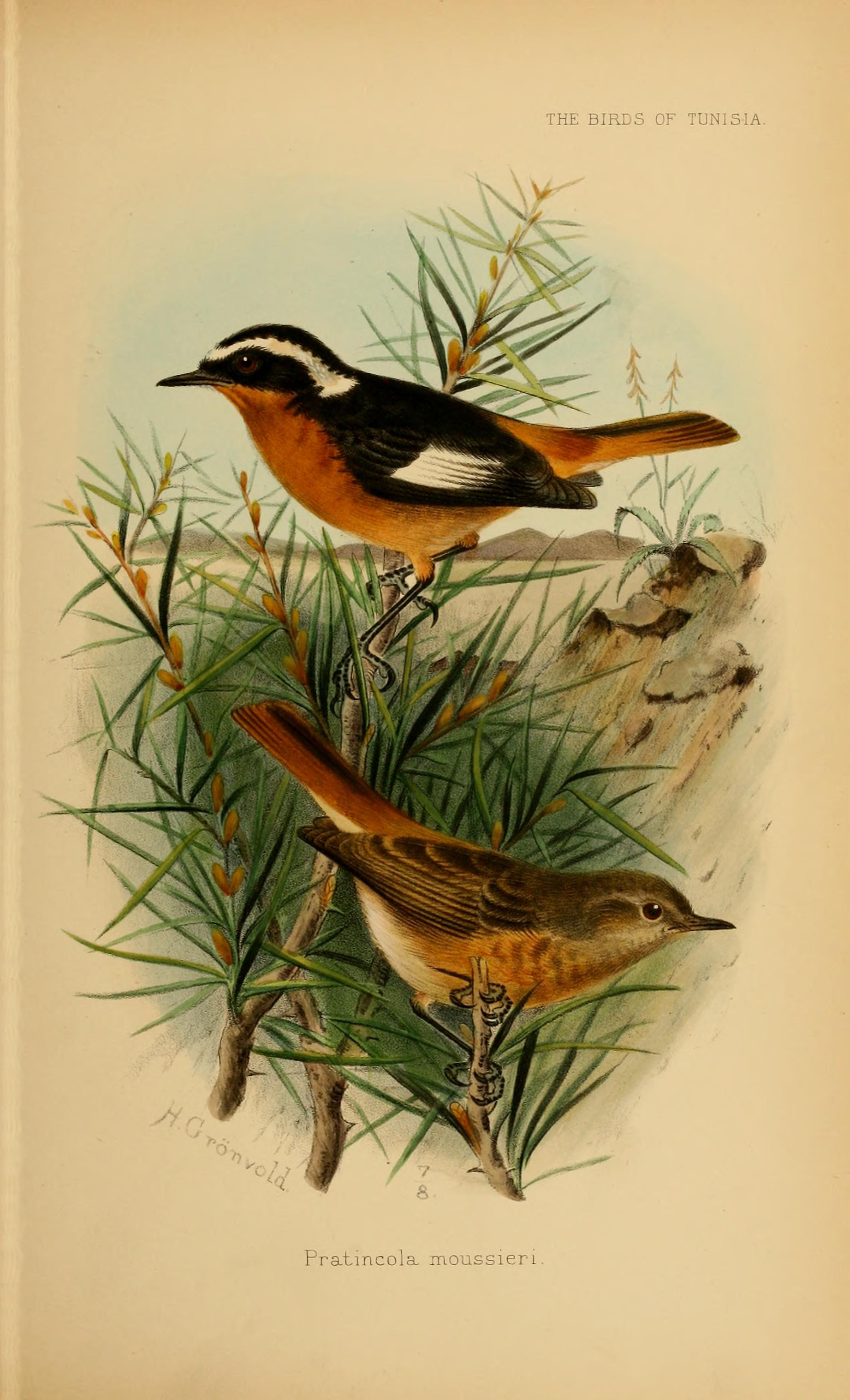
Алжирська горихвістка

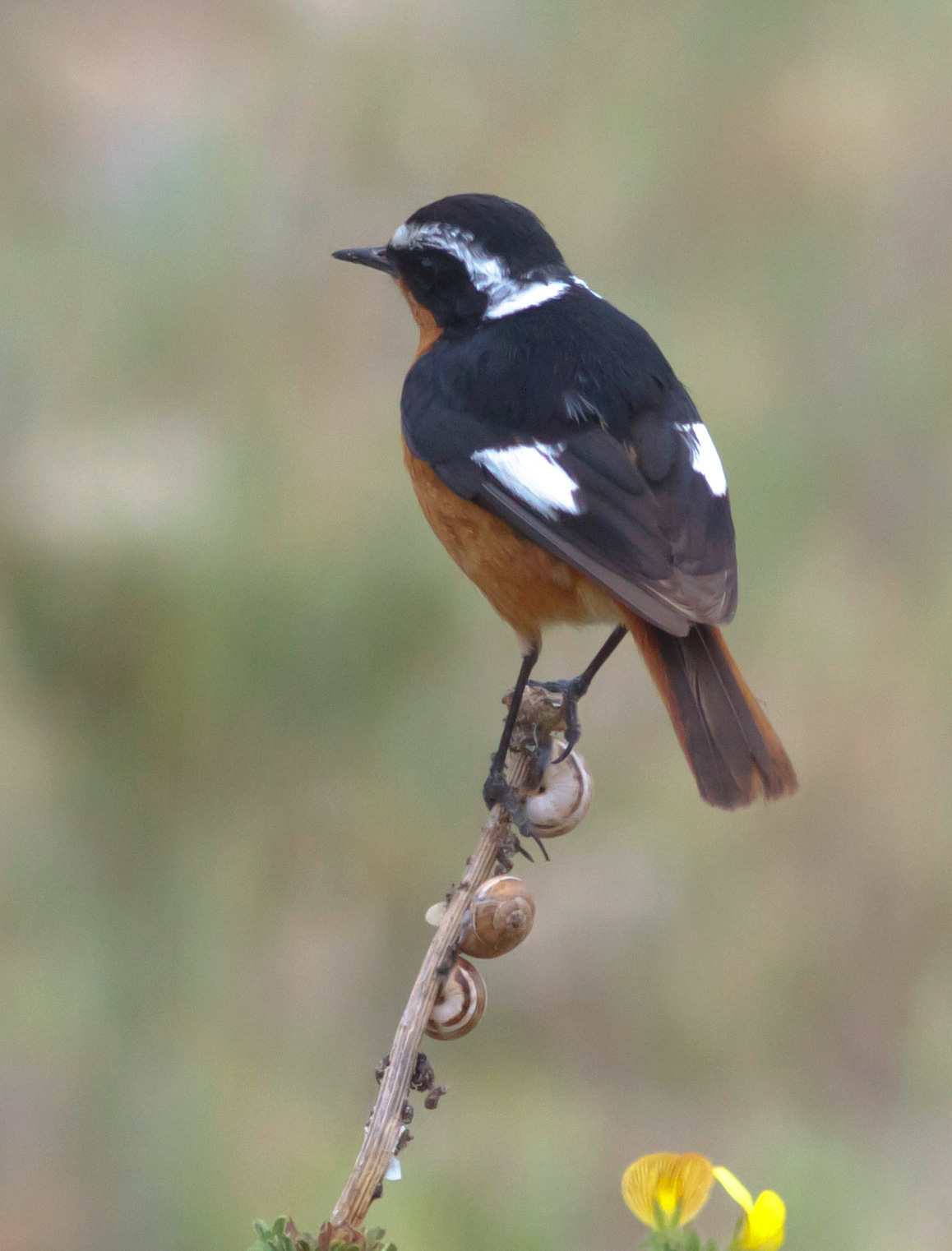
Алжирська горихвістка

Довжина птаха становить 12-13 см, вага 14-15 г. Виду притаманний статевий диморфізм. У самців голова і верхня частина тіла чорні. Від лоба над очима і далі до шиї ідуть широкі білі смуги, на крилах помітні білі плями.Нижня частина тіла руда, крайні стернові пера мають іржасті края. У самиць голова і верхня частина тіла бліді, коричнюваті, нижня частина тіла блідо-рудувата, хоча і більш яскрава, ніж нижня частина тіла схожої, однак дещо більшої за розмірами самиці звичайної горихвістки.

## Поширення і екологія
Алжирські горихвістки мешкають в Атлаських горах і горах Антиатласу на території Марокко, північного Алжиру і Тунісу, а також в горах Нафуса на північному заході Лівії. Вони живуть в чагарникових заростях маквісу, на скелястих схилах і кам'янистих плато, в соснових, дубових і кедрових рідколіссях, на узліссях гірських лісів і у високогірних чагарникових заростях. Зустрічаються поодинці, на висоті від 500 до 3200 м над рівнем моря, взимку мігрують в долини. Живляться комахами, їх личинками і дрібними плодами. сезон розмноження в Марокко триває з квітня по червень, на південному сході країни з березня, на висоті понад 2000 м над рівнем моря з травня по квітень (можливо, до серпні). За сезон може вилупитися один виводок, в деяких районах Марокко і Алжиру два. Алжирські горихвістки є моногамними і територіальними птахами. Їхнє гніздо має чашоподібну форму, робиться з трави, пуху і пір'я, розміщується на висоті до 2,5 м над землею, іноді на землі. В кладці 3-6 білих або блакитнуватих яєць. За пташенятами доглядають і самиці, і самці.